# Yoduro de molibdeno (III)
El yoduro de molibdeno (III) es el compuesto inorgánico con la fórmula MoI3.

## Preparación
El yoduro de molibdeno (III) se obtiene  mediante la reacción del hexacarbonilo de molibdeno con gas yodo a 105 grados Celsius (221 °F) . 
2 Mo(CO)6 + 3 I2 → 2 MoI3 + 12 CO
También puede fabricarse a partir de cloruro de molibdeno (V) y una solución de yoduro de hidrógeno en disulfuro de carbono.
MoCl5 + 5 HI → MoI3 + 5 HCl + I2
Otro método es la reacción directa entre el metal molibdeno y el exceso de yodo a 300 grados Celsius (572 °F) .
2 Mo + 3 I2 → 2 MoI3
Como el yoduro de molibdeno (III) es el yoduro de molibdeno más estable, esta es la ruta preferida.

## Propiedades
El yoduro de molibdeno (III) es un sólido negro antiferromagnético que se mantiene estable al aire a temperatura ambiente. En el vacío, se descompone por encima de los 100 °C en  yoduro de molibdeno(II) y yodo. Es insoluble en disolventes polares y no polares,y su estructura cristalina es isotópica con la del yoduro de circonio(III). 